# Stanisław Różycki (członek Oneg Szabat)
Stanisław Różycki – polsko-żydowski archiwista amator związany w trakcie okupacji niemieckiej z grupą Oneg Szabat w getcie warszawskim.

## Życiorys
Jest najbardziej tajemniczą postacią pośród współpracowników Oneg Szabat, gdyż nie zachowały się o nim właściwie żadne informacje. Prawdopodobnie imię i nazwisko, pod którymi jest znany, również były pseudonimem. Postać Stanisława Różyckiego nie pojawia się także w osobistych, własnoręcznie pisanych notatkach, szkicach i esejach Emmanuela Ringelbluma – wydanych po wojnie jako „Kronika getta warszawskiego”. Wiadomo jednak, że do września 1941 Różycki przebywał we Lwowie. 
W archiwum getta warszawskiego zachowały się złożone przez Różyckiego opracowania o życiu codziennym i kulturalnym w getcie warszawskim, opracowanie dotyczące szkolnictwa oraz wspomnienia z okresu pobytu pod okupacją sowiecką. Różycki pisał w języku polskim. W ramach projektu badawczego „Dwa i pół roku” napisał do archiwum getta teksty Ulica i Obrazki uliczne.  